# Megaceros lacerus
Megaceros lacerus là một loài rêu trong họ Dendrocerotaceae. Loài này được Nees Stephani mô tả khoa học đầu tiên năm 1916.